# A Visit from St. Nicholas
"A Visit from St. Nicholas" (også kendt som "The Night Before Christmas" og "'Twas the Night Before Christmas" fra første linje) er et digt først udgivet anonymt i 1823. Det har en stor rolle i konceptet om Julemanden fra midten af det 19. århundrede til i dag, både hans udseende, natten han besøger husene, hans transportmiddel, antallet og navnene på hans rensdyr og, at han kommer med legetøj til børn.
To personer hævdede senere at være forfatter til digtet, det drejede sig om Henry Livingston, Jr. og Clement Clarke Moore hvoraf den sidste er den anerkendte forfatter.